# Riegelkopf
Riegelkopf är en bergstopp i Österrike. Den ligger på gränsen mellan förbundslanden Salzburg och Tyrolen, i den centrala delen av landet, 300 km väster om huvudstaden Wien. Toppen på Riegelkopf är 2 920 meter över havet, eller 302 meter över den omgivande terrängen.
Runt Riegelkopf är det ganska glesbefolkat, med 26 invånare per kvadratkilometer.. Närmaste större samhälle är Matrei in Osttirol, 14,8 km söder om Riegelkopf.